# Esquilí (cognom romà)
Esquilí (llatí: Esquilinus) va ser un cognomen emprat per diverses gens romanes, que el van agafar perquè vivien al turó Esquilí.
També s'usava com a agnomen per distingir un membre o una branca d'una família particular d'altres del mateix nom. Va ser usat sobretot entre la gens Virgínia, que quan no portaven l'agnomen Capitolí agafaven el d'Esquilí.
Personatges notables amb el cognom Esquilí van ser:
- Gens Sèrgia:
  - Luci Sergi Esquilí o Marc Sergi Esquilí, va formar part del segon decemvirat l'any 450 aC.[2]
- Gens Minúcia:
  - Luci Minuci Esquilí Augurí, cònsol el 458 aC.
  - Quint Minuci Esquilí Augurí, cònsol el 457 aC.
- Gens Virgínia:
  - Opiter Virgini Tricost Esquilí, cònsol el 478 aC.
  - Luci Virgini Tricost Esquilí, tribú amb potestat consolar el 402 aC.